# Jean Rapenne
Jean Alexandre Léon Rapenne, né le 6 juin 1901 à Belfort et mort le 11 décembre 1952 à Paris, est un administrateur colonial français qui fut gouverneur du Niger, du Soudan français, de la Guyane et d'Inini.

## Biographie
Jean Rapenne est le fils de Léon Alexandre Rapenne, officier alors en poste à Belfort au 42e régiment d'infanterie, et de son épouse, née Marie-Jeanne Arret. Jean Rapenne est nommé en 1921 attaché au conseil législatif du haut-commissariat français de la Syrie et du Liban mandataires. De 1922 à 1924, il suit les cours de l'École coloniale à Paris. Il fait son service militaire en novembre 1924 jusqu'en octobre 1926 en Rhénanie occupée, puis il entre au service de l'administration publique en octobre. Il est d'abord envoyé au condominium des Nouvelles-Hébrides en 1928 et retourne à Paris en 1932. Il est alors chef du secrétariat des affaires économiques au ministère des Colonies, jusqu'à la fin de l'année 1937, lorsqu'il est nommé chef de cabinet du ministre Théodore Steeg.
Jean Rapenne poursuit sa carrière en Afrique-Occidentale française : de 1939 à 1940, il est gouverneur du Niger avec en plus un intérim de 1940 à 1941 pour celui de gouverneur du Soudan français. En mars 1943, la double colonie de Guyane et d'Inini passe du côté des Forces françaises libres. Pour le nouveau poste de gouverneur de la colonie, Jean Rapenne est le favori du général Giraud, tandis que le rival politique de Giraud, le général de Gaulle, a une préférence pour Maurice Berthaud. C'est donc avec l'aide des États-Unis, favorables à Giraud, que ceux-ci mettent à la disposition de Rapenne un avion assurant un vol transatlantique en provenance d'Afrique afin d'installer Rapenne comme gouverneur en Guyane française et à Inini avant Berthaud. Jean Rapenne fait fermer le bagne de Saint-Jean-du-Maroni en septembre 1943. Grâce au gouverneur Rapenne, les forces aériennes américaines se servent de l'aéroport de Cayenne-Rochambeau comme aéroport militaire. Les partisans du général de Gaulle accusent à cette époque les partisans de Giraud de trop céder aux intérêts américains dans les Caraïbes françaises. Rapenne, qui ne cache pas son hostilité au général de Gaulle, tente bien ensuite de contrecarrer plusieurs avantages aux États-Unis, notamment des permis de travail pour les Portoricains et des allégements fiscaux ; mais il est relevé de ses fonctions en septembre 1944 par la France libre du général de Gaulle et remplacé par Jules Surlemont,.
Jean Rapenne s'installe ensuite à Paris.

## Distinctions

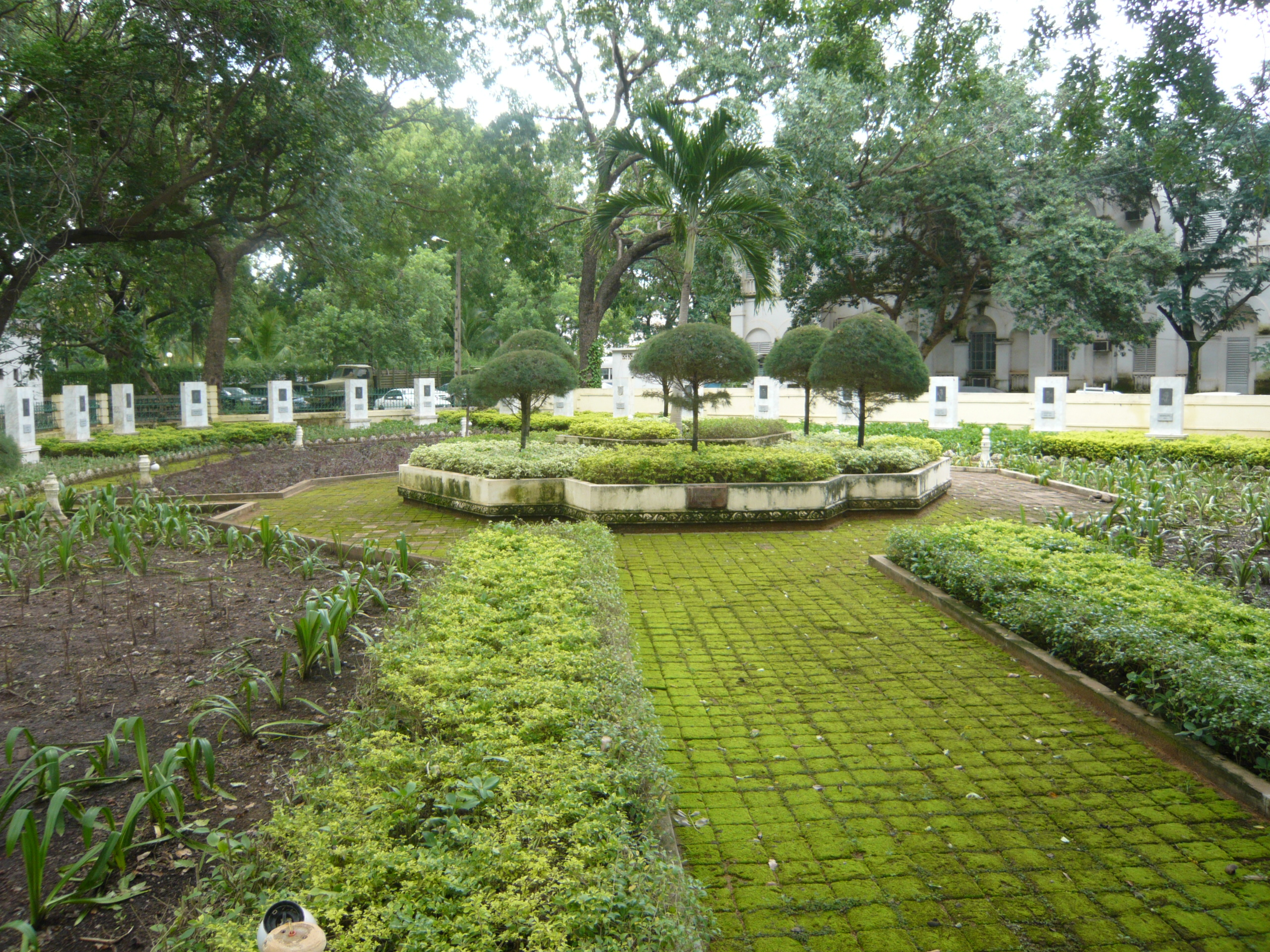
Place des Gouverneurs à Bamako. Le portrait de Rapenne en relief se trouve au fond avec celui des autres gouverneurs français.

- Grand officier de l'ordre de Nicha-el-Iftikhar (Tunisie]
- Commandeur de l'ordre du Ouissam alaouite (Maroc)
- Officier de la Légion d'honneur
- Officier de l'ordre du Dragon d'Annam
- Chevalier de l'ordre de la Croix du Sud
- Chevalier de l'ordre de l'Étoile noire
- Chevalier de l'ordre du Mérite maritime
- Chevalier de l'ordre du Mérite agricole
- Chevalier de l'ordre des Palmes académiques